# فهرست قنات‌های شهرستان رفسنجان
جدول زیر بر اساس آمار وزارت جهاد کشاورزی تهیه شده‌است. فهرست زیر قنات‌های شهرستان رفسنجان در استان کرمان را نشان می‌دهد.
| نام قنات     | موقعیت                          | نزدیک‌ترین روستا | طول قنات (متر) | تعداد میله چاه | عمق مادر چاه | دبی (لیتر بر ثانیه) | سطح زیر کشت (هکتار) |
| ------------ | ------------------------------- | --------------- | -------------- | -------------- | ------------ | ------------------- | ------------------- |
| ارجاس        | بخش مرکزی شهرستان رفسنجان       | ارجاس           | ۶۰۰            | ۲۰             | ۱۸           | ۱۰                  | ۲۰                  |
| اودرج        | بخش مرکزی شهرستان رفسنجان       | اودرج           | ۲۰۰۰           | ۱۰۰            | ۲۰           | ۱۰                  | ۵۰                  |
| بلک          | بخش کشکوئیه شهرستان رفسنجان     | بلک             | ۳۰۰            | ۱۰             | ۱۴           | ۸                   | ۱۵                  |
| توکل‌آباد     | بخش مرکزی شهرستان رفسنجان       | توکل‌آباد        | ۱۳۰۰۰          | ۲۶۰            | ۹۰           | ۱۵                  | ۱۶۰                 |
| جلال‌آباد     | بخش کشکوئیه شهرستان رفسنجان     | جلال‌آباد        | ۱۵۰۰           | ۵۰             | ۲۰           | ۱۰                  | ۲۵                  |
| حسن‌آباد      | بخش مرکزی شهرستان رفسنجان       | حسن‌آباد         | ۳۰۰۰۰          | ۶۰۰            | ۱۲۰          | ۰                   | ۱۲۵                 |
| حسین‌آباد     | بخش کشکوئیه شهرستان رفسنجان     | حسین‌آباد        | ۱۵۰۰           | ۱۰۰            | ۲۰           | ۱۰                  | ۱۰                  |
| حسین‌آباد     | بخش مرکزی شهرستان رفسنجان       | حسین‌آباد        | ۲۰۰            | ۱۰             | ۱۵           | ۱۵                  | ۵                   |
| خالق‌آباد     | بخش مرکزی شهرستان رفسنجان       | خالق‌آباد        | ۲۰۰            | ۱۳             | ۱۲           | ۵                   | ۸                   |
| خنامان       | بخش مرکزی شهرستان رفسنجان       | خنامان          | ۴۰۰۰           | ۲۰۰            | ۹۶           | ۱۰                  | ۲۵۰                 |
| داوران       | بخش مرکزی شهرستان رفسنجان       | داوران          | ۱۳۵۰           | ۵۰             | ۳۵           | ۱۰                  | ۱۰۰                 |
| دره تک       | بخش مرکزی شهرستان رفسنجان       | دره تک          | ۶۰۰            | ۲۰             | ۱۵           | ۱۰                  | ۱۵                  |
| دره جر،      | بخش مرکزی شهرستان رفسنجان       | دره جر،         | ۱۰۰            | ۲۰             | ۱۰           | ۱۰                  | ۶                   |
| دره در بالا  | بخش مرکزی شهرستان رفسنجان       | دره در بالا     | ۵۰۰            | ۱۵             | ۶            | ۲۰                  | ۵۰                  |
| دره در پائین | بخش مرکزی شهرستان رفسنجان       | دره در پائین    | ۱۰۰۰           | ۷۰             | ۲۰           | ۱۳                  | ۴۰                  |
| دره رنج      | بخش مرکزی شهرستان رفسنجان       | دره رنج         | ۲۰۰            | ۲۰             | ۵            | ۲۰                  | ۱۲                  |
| دستوئیه      | بخش کشکوئیه شهرستان رفسنجان     | دستوئیه         | ۴۰۰            | ۲۰             | ۱۳           | ۴۰                  | ۱۴                  |
| ده اسماعیل   | بخش کشکوئیه شهرستان رفسنجان     | ده اسماعیل      | ۱۰۰۰           | ۲۰             | ۱۵           | ۵                   | ۱۰                  |
| دهن‌آباد      | بخش مرکزی شهرستان رفسنجان       | دهن‌آباد         | ۲۴۰۰۰          | ۴۰۰            | ۱۱۰          | ۱۵                  | ۷۵                  |
| رئیس‌آباد     | بخش مرکزی شهرستان رفسنجان       | رئیس‌آباد        | ۴۰۰            | ۲۰             | ۱۸           | ۳۰                  | ۵۰                  |
| رئیس‌آباد     | بخش مرکزی شهرستان رفسنجان       | رئیس‌آباد        | ۵۰۰۰           | ۱۶۰            | ۷۰           | ۱۰                  | ۵۰                  |
| رضا آباد     | بخش مرکزی شهرستان رفسنجان       | رضا آباد        | ۱۰۰۰           | ۳۳             | ۲۰           | ۱۰                  | ۲۰                  |
| روکرد        | بخش مرکزی شهرستان رفسنجان       | روکرد           | ۶۰۰            | ۲۳             | ۱۵           | ۵                   | ۱۰                  |
| روکرد        | بخش مرکزی شهرستان رفسنجان       | روکرد           | ۳۰۰۰           | ۱۵۰            | ۲۰           | ۲۵                  | ۸۰                  |
| روکرد        | بخش مرکزی شهرستان رفسنجان       | روکرد           | ۳۵۰            | ۷۰             | ۱۲           | ۱۰                  | ۱۰                  |
| زهروئیه      | بخش کشکوئیه شهرستان رفسنجان     | زهروئیه         | ۲۵۰            | ۸              | ۱۸           | ۱۲                  | ۷                   |
| سعادت‌آباد    | بخش مرکزی شهرستان رفسنجان       | سعادت‌آباد       | ۱۰۰۰۰          | ۴۰۰            | ۱۲۰          | ۳۰                  | ۱۰۰                 |
| شادی آباد    | بخش کشکوئیه شهرستان رفسنجان     | شادی آباد       | ۸۰۰            | ۴۰             | ۲۵           | ۱۱                  | ۵۰                  |
| شهرآباد      | بخش مرکزی شهرستان رفسنجان       | شهرآباد         | ۳۰۰۰۰          | ۶۰۰            | ۱۲۰          | ۳۰                  | ۱۰۰                 |
| شوره زار     | بخش کشکوئیه شهرستان رفسنجان     | شوره زار        | ۲۵۰            | ۱۳             | ۱۵           | ۲۰                  | ۵                   |
| صالحی        | بخش کشکوئیه شهرستان رفسنجان     | صالحی           | ۳۰۰۰           | ۶۰             | ۱۲           | ۲۵                  | ۳۰                  |
| علی آباد     | بخش کشکوئیه شهرستان رفسنجان     | علی آباد        | ۲۰۰۰           | ۵۰             | ۳۵           | ۸                   | ۲۵                  |
| علی آباد     | بخش مرکزی شهرستان رفسنجان       | علی آباد        | ۲۰۰۰۰          | ۴۰۰            | ۹۰           | ۸                   | ۱۰۰                 |
| فخرآباد      | بخش مرکزی شهرستان رفسنجان       | فخرآباد         | ۲۰۰۰۰          | ۱۰۰۰           | ۱۲۰          | ۵۰                  | ۷۵                  |
| قلندری       | بخش کشکوئیه شهرستان رفسنجان     | قلندری          | ۱۰۰۰           | ۵۰             | ۰            | ۱۵                  | ۸                   |
| ملکی         | بخش کشکوئیه شهرستان رفسنجان     | ملکی            | ۱۵۰۰           | ۳۰             | ۱۴           | ۱۱                  | ۱۵                  |
| منصورآباد    | بخش کشکوئیه شهرستان رفسنجان     | منصورآباد       | ۲۰۰۰           | ۶۰             | ۴۰           | ۱۰                  | ۲۵                  |
| مهاجری       | بخش کشکوئیه شهرستان رفسنجان     | مهاجری          | ۱۰۰۰           | ۵۰             | ۱۵           | ۱۰                  | ۸                   |
| مهجردراویز   | بخش کشکوئیه شهرستان رفسنجان     | مهجردراویز      | ۵۰۰            | ۲۰             | ۲۷           | ۰                   | ۲۰                  |
| مورآباد میثم | بخش مرکزی شهرستان رفسنجان       | مورآباد میثم    | ۳۰۰۰۰          | ۱۰۰۰           | ۱۲۰          | ۴۵                  | ۱۵۰                 |
| ناصریه       | بخش مرکزی شهرستان رفسنجان       | ناصریه          | ۱۵۰۰۰          | ۳۰۰            | ۳۰           | ۵۰                  | ۲۰۰                 |
| نامعلوم      | بخشی نامعلوم در شهرستان رفسنجان | نامعلوم         | ۰              | ۰              | ۰            | ۰                   | ۰                   |
| نیبوئیه      | بخش کشکوئیه شهرستان رفسنجان     | نیبوئیه         | ۲۵۰            | ۸              | ۱۴           | ۱۰                  | ۱۰                  |
| پورکان       | بخش کشکوئیه شهرستان رفسنجان     | پورکان          | ۱۰۰            | ۵              | ۱۰           | ۱۰                  | ۱۵                  |
| چادوک        | بخش مرکزی شهرستان رفسنجان       | چادوک           | ۴۰۰            | ۲۰             | ۱۵           | ۱۲                  | ۱۴                  |
| چادوک        | بخش مرکزی شهرستان رفسنجان       | چادوک           | ۱۰۰۰           | ۵۰             | ۳۰           | ۸                   | ۱۲                  |
| چهارباغ      | بخش مرکزی شهرستان رفسنجان       | چهارباغ         | ۲۰۰            | ۱۰             | ۱۰           | ۲                   | ۲٫۵                 |
| کاظم‌آباد     | بخش مرکزی شهرستان رفسنجان       | کاظم‌آباد        | ۱۵۰۰۰          | ۳۰۰            | ۱۲۰          | ۵۰                  | ۹۰                  |
| کورگه        | بخش مرکزی شهرستان رفسنجان       | کورگه           | ۳۰۰۰۰          | ۶۰۰            | ۱۰۰          | ۱۰                  | ۱۰۰                 |
| گریسکو       | بخش مرکزی شهرستان رفسنجان       | گریسکو          | ۱۷۰            | ۶              | ۱۰           | ۵                   | ۲                   |
| گلوسالار     | بخش مرکزی شهرستان رفسنجان       | گلوسالار        | ۲۳۰۰           | ۸۰             | ۲۰           | ۷۰                  | ۱۲۰                 |
| گلوسالار     | بخش مرکزی شهرستان رفسنجان       | گلوسالار        | ۱۶۰۰           | ۴۰             | ۲۰           | ۲۰                  | ۱۰                  |